# 白所知
白所知（1557年—？），字廷謨，號省菴，山西澤州陽城縣人，明朝政治人物。

## 生平
萬曆十年（1582年）壬午山西鄉試第一名。萬曆十一年（1583年）聯捷癸未科二甲三十七名進士。授禮部主事，調吏部，十五年养病，二十年補考功司，本年升稽勲员外郎，二十年調調文選司，升稽勋司郎中，調验封司，二十五年調文选司，本年丁憂。为吏科给事中戴士衡弹劾其匿報父喪，由此罷官，遂杜門謝客垂二十年。
明光宗即位，召起太常寺少卿，天啓元年（1621年）轉光禄寺卿，二年晋南户部左侍郎，遷工部左侍郎，修慶陵，工竣，五年晋工部尚书，同年患病乞歸，後復以三殿成，叙功加太子太保。卒年八十六。

## 家族
曾祖白子富；祖父白道；父白鐸，曾任監生。母馬氏。具慶下。兄白所學。弟白所行，舉人，官肅寧知縣，調四川大寧，卒官。堂侄白胤謙，崇禎癸未進士。